# Naoshi Kanno
Naoshi Kanno (Ryuguchi, 23 settembre 1921 – 1º agosto 1945) è stato un aviatore e militare giapponese asso dell'aviazione nel corso della seconda guerra mondiale, accreditato dell'abbattimento di 25 velivoli individualmente e 24 in collaborazione.

## Biografia

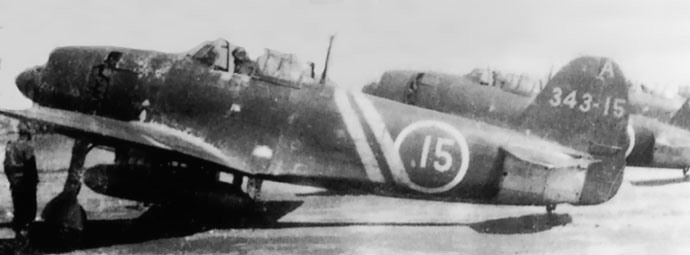
Il Kawanishi N1K di Kanno aveva delle strisce gialle extra dipinte sulla fusoliera al fine di attirare gli aerei nemici in combattimento.

Nacque a Ryuguchi (ora vicino a Pyongyang, Corea del Nord) il 13 ottobre 1921, secondo figlio di un capo della polizia. Crebbe nel villaggio di Edano, nella contea di Igu, prefettura di Miyagi(l'attuale città di Kakuda), da cui provenivano i suoi genitori. Entrò nella Scuola superiore di Kakuda con i migliori voti. Appassionato alle opere del poeta Takuboku Ishikawa, gli piaceva lo stile tanka e formò un circolo letterario con i suoi compagni di classe. Il suo tanka a quel tempo fu selezionato per essere pubblicato nella sezione letteraria del Kahoku Shimpo. Quando era al quarto anno delle scuole medie superiori, stava studiando per gli esami di ammissione all'università, ma per ragioni economiche decise di intraprendere la carriera militare. Entrò all'Accademia navale della Marina imperiale giapponese nel dicembre 1938, 70ª classe,  uscendone il 15 novembre 1941 con il grado di guardiamarina. Prestò servizio come cadetto ufficiale dapprima sull'incrociatore da battaglia Haruna e poi sulla corazzata Fuso. Il 1 giugno 1942 fu promosso sottotenente di vascello, e trasferito presso la Scuola di volo, specialità caccia. Ottenne il brevetto di pilota nel febbraio 1943, fu mandato all'aerodromo di Ōita per completare l'addestramento. Qui il suo istruttore, Kunio Iwashita, lo descrisse come un pilota eccellente, tanto che riusciva a stargli dietro nel combattimento simulato, ma impetuoso perché più volte rischiò di entrare in collisione con lui per essersi avvicinato troppo.
Dopo aver completato i corsi presso la scuola di volo, fu assegnato alla Dai-Nippon Teikoku Rikugun Kōkū Hombu e mandato in prima linea nell'aprile 1943, assegnato al 343 Kōkūtai, di cui divenne capo squadriglia (capo buntai) nel febbraio 1944. Nel mese di aprile il Kōkūtai fu mandato in Micronesia ed egli guidò una formazione di 24 velivoli in una missione di trasferimento da Kisarazu a Tinian, ma alcuni aerei si separarono e precipitarono lungo il percorso. Dopo essere arrivato a Tinian,  completò il suo rapporto e partì da solo alla ricerca dei velivoli mancanti. Il tenente Hidee Kobayashi, un membro della squadra di manutenzione, gli suggerì di portare qualcun altro con lui, ma egli rifiutò.
La sua unità trascorse i giorni ad intercettare i bombardieri pesanti diretti a Palau e durante quel periodo ideò una strategia di attacco contro di essi. La tattica consisteva nell'attaccare i bombardieri direttamente dall'alto, salendo a oltre 1.000 metri sopra di essi per poi gettarsi in picchiata sparando contro i quadrimotori nel loro punto cieco. Data la presenza delle torrette di coda che sconsigliavano di passare dietro di essi,  egli decise di davanti alla parte anteriore dell'ala principale. Sebbene fosse una posizione in cui le armi difensive nemiche non potevano colpirli, vi era un alto rischio di collisione tra i due aerei, ed era un metodo di attacco che richiedeva riflessi elevati e grande forza mentale per superare la paura. Il 10 luglio il 343 Kōkūtai fu sciolto, ed egli trasferito al 306 Hikotai del 201 Kōkūtai. A Davao, il suo subordinato Tomokazu Kasai e altri aviatori litigarono con il comandante della Kempeitai che chiese la consegna della persona coinvolta, ma egli respinse la richiesta dicendo: Non conosco nessuno con quel nome... Il 201 Kōkūtai inviò un distaccamento sull'isola di Yap, e dal 10 al 23 luglio fu impegnato nell'intercettazione dei bombardieri Consolidated B-24 Liberator dell'aeronautica militare americana. Il distaccamento ottenne un totale di 17 aerei abbattuti (9 probabili) e 46 aerei distrutti al suolo, e ricevette un encomio dal comandante in capo della Prima Flotta. In questa missione pilotò un caccia Mitsubishi A6M Zero e abbatté un B-24 agganciando la sua ala principale allo stabilizzatore verticale del bombardiere e facendolo saltare via.  Abbatté due B-24 nella stessa missione. Furono usate tattiche contro i quadrimotori che si rivelarono efficaci. Rimasto ferito a una coscia da una raffica di mitragliatrice nelle Filippine, fu operato e suturato senza anestesia. Il 17 ottobre 1944 reclamò l'abbattimento di 12 caccia Grumman F6F Hellcat in una sola missione.
In quello stesso mese di ottobre fu rimandato in Giappone insieme al suo subordinato Shoichi Sugita ed altri piloti e mandato alla fabbrica Nakajima di Ōta per ricevere nuovi velivoli A6M5 Zero. Cercò di opporsi all'ordine di rientro, invano, e quando riportò in Patria lo Zero che aveva ricevuto nelle Filippine, atterrò per errore in un'altra base, e fu rimproverato dal locale comandante. Accecato dall'ira accese il motore a tutta potenza e fece volare via la tenda del posto di comando con la pressione del vento dell'elica. Il 25 ottobre 1944 il suo collega il capitano Yukio Seki, condusse un attacco suicida come comandante dell'unità Shikishima della forza d'attacco speciale kamikaze . Quando venne a sapere di questo fatto chiese di essere assegnato a tali reparti, ma la richiesta venne respinta. Il 27 ottobre 1944 si offrì volontario per una missione di copertura diretta con il 2º Corpo d'Attacco Speciale Kamikaze, il Chūyuutai. Quando riferì i risultati della missione, il comandante del 201 Kōkūtai Tadashi Nakajima gli disse cose del tipo: "I risultati sono troppo grandi, hai frainteso qualcosa? Sei davvero andato a Leyte e hai speronato il nemico? Sei stato davvero testimone di ciò?". La cosa lo fece andare su tutte le furie tanto da sparare a terra davanti a sé con la sua pistola d'ordinanza. Un proiettile gli sfiorò l'alluce del piede destro, ma lo sparo venne trattato come un'esplosione accidentale.
Nel novembre del 1944, mentre trasportava un aereo a Cebu, i suoi subordinati gli chiesero di formare una squadra d'attacco speciale, ma lui rifiutò. I piloti giapponesi lasciarono l'isola di Cebu per tornare a Manila su un bombardiere medio Mitsubishi G3M che fu attaccato da caccia Lockheed P-38 Lightning. Il pilota del bombardiere voleva arrendersi, ed egli lo sostituì ai comandi riuscendo a seminare gli inseguitori e ad effettuare un atterraggio di emergenza sull'isola di Lubang. Per diversi giorni, finché non arrivarono i soccorsi, si presentò ai nativi come Io sono il principe Kanno del Giappone, guadagnandosi il rispetto e l'affetto dei nativi, e trascorse il tempo come il re dell'isola. Trasferito successivamente al 252 Kōkūtai avrebbe dovuto intraprendere una missione di copertura diretta per luso dell'arma d'attacco speciale Yokosuka MXY7 Ohka, ma questa fu annullata a causa dell'affondamento della nave da trasporto che trasportava le armi speciali.
Nel dicembre 1944 divenne il comandante del 301 Hikotai del 343 Kōkūtai, allora al comando del comandante Minoru Genda, equipaggiato con i caccia Kawanishi N1K Shiden Kai. Con il suo aereo, dipinto con un motivo a strisce gialle, combatté sempre in prima linea. Cercò di proteggere sempre i suoi subordinati, e quando Tomokazu Kasai rimase ferito, non gli permise di tornare in servizio attivo finché non fosse guarito del tutto. Quando Tadashi Nakajima, che aveva comandato una unità di attacco speciale nelle Filippine, divenne vice comandante del 343 Kōkūtai, il reparto venne utilizzato anche per attacchi speciali. Sebbene fosse preoccupato di non essere capito, egli si avvicinò al comandante Genda e fece trasferire rapidamente Nakajima.
Il 19 marzo 1945, nella corso di una battaglia aerea al largo di Kyūshū, fu abbattuto subito dopo aver abbattuto un aereo nemico, e riportò ustioni al viso e si salvò lanciandosi con il paracadute rimanendo intrappolato su una linea elettrica quando toccò terra. Scambiandolo per un aviatore nemico, venne circondato dalla gente locale che volevano ucciderlo e risolse l'equivoco mostrando il drappo della bandiera giapponese con i mille punti che indossava.
Il 15 aprile Shoichi Sugita, suo gregario e asso con 70 vittorie all'attivo, fu ucciso in azione, e il comandante Genda gli diede come gregario Kaneyoshi Muto che rimase ucciso in azione a sua volta il 24 luglio. Durante la missione per intercettare i bombardieri Boeing B-29 Superfortress, lui ed i suoi subordinati ne abbatterono molti usando la tattica da lui ideata tempo prima.

### L'ultima missione
Il 1º agosto 1945, circa 20 caccia N1K Shiden Kai al suo comando decollarono dalla base aerea di Omura per intercettare una formazione di bombardieri B-24 Liberator diretta a nord verso Kyūshū. Mentre si avvicinavano all'isola di Yakushima i caccia giapponesi avvistarono un gruppo di B-24 a ovest dell'isola e iniziarono una ripida picchiata da sopra gli aerei nemici. Quel giorno volava a bordo dell'aereo matricola 343-A-01 anziché con il suo 343-A-15.
Durante questa battaglia chiamò alla radio il suo gregario, sergente pilota Mitsuo Hori, dicendo C'è stata un'esplosione nella mitragliatrice. Hori inclinò l'aereo e guardò in basso a destra, si avvicinò immediatamente all'aereo di Kanno e scoprì un grande buco nel lato destro dell'ala sinistra. Hori interruppe immediatamente il combattimento e andò a proteggere l'aereo del comandante, ma Kanno gli ordinò ripetutamente di dirigersi verso i velivoli nemici. Hori non lo lasciò fino a quando Kanno gli mostrò il pugno e non ebbe altra scelta che obbedire e tornare in combattimento. In quel momento Hori vide che l'espressione di Kanno, che fino a quel momento era stata arrabbiata, si addolciva. Dopo la fine della battaglia aerea Hori si diresse verso la zona dove pensava che si trovasse il velivolo del comandante cercandolo fino a quando il carburante non scarseggiò. Una volta giunto a terra cercò Kanno nelle basi navali e negli aeroporti dell'esercito, ma non lo trovò. Nella battaglia di quel giorno, tre aerei, incluso l'aereo di Kanno, non rientrarono alla base. Secondo i registri di combattimento dell'USAF, lo stesso giorno il gruppo di B-24 non riportò alcun aereo nemico abbattuto. Tuttavia, sebbene vi sia un rapporto secondo cui un gruppo di North American P-51 Mustang aveva combattuto contro una formazione di Nakajima Ki-84 Hayate abbattendone quattro, il Dai-Nippon Teikoku Rikugun non registrò alcun combattimento. Si pensa che tale combattimento sia quello contro i velivoli del 343 Kōkūtai. Un rapporto di Yoshio Shiga datato 10 agosto descrive la morte di Kanno in azione come Fu sorpreso da sei P-51 Mustang da un'altitudine di 6.000 metri e morì in una feroce battaglia. Tuttavia Mitsuo Hori, che fu l'ultimo a vedere Kanno, non scorse alcun P-51 in volo. Non è chiaro se l'aereo di Kanno sia stato abbattuto o esploso in volo. Il 20 settembre il comandante Genda gli conferì una promozione speciale a capitano, e il 1º agosto fu ufficialmente riconosciuto come morto in combattimento. All'epoca aveva abbattuto 30 aerei, 18 individualmente individualmente e 24 in collaborazione in 343 missioni
Il suo portafoglio è esposto allo Yushukan del Santuario Yasukuni, Tokyo.

## Nella cultura di massa
Compare nel manga e anime di Kōta Hirano, Drifters, dove combatte al fianco dei protagonisti e altre figure storiche in un mondo di fantasia.

### Annotazioni
1. ↑  Aveva una sorella minore, Kahoru, e un fratello maggiore Iwao.
2. ↑  Suoi compagni di classe erano Yukio Seki, Tatsuo Nakatsu e l'ex compagno di scuola a Kahuda, Mitsuzo Kojima.
3. ↑  Secondo il suo compagno Kozio Iwai di Usakuro aveva distrutto quattro o cinque velivoli, tra cui un A6M Zero nel corso del programma di addestramento.

### Fonti
1. ↑  Sakaida 1997, p. 34.
2. ↑  Hata, Izawa 1989, p. 404.
3. ↑  Ikari 1991, pp. 35-36.
4. ↑  Ikari 1991, pp. 22-23.
5. ↑  Ikari 1991, pp. 22-25.
6. ↑  Ikari 1991, p. 77.
7. 1 2 3 4 5 6 7  Hata, Izawa, Shores 2013, p. 404.
8. ↑  Ikari 1991, p. 140.
9. ↑  Ikari 1991, pp. 264-267.
10. ↑  Ikari 1991, p. 276.
11. ↑  Ikari 1991, pp. 280-282.
12. ↑  Ikari 1991, pp. 284-285.
13. 1 2 3  Ikari 1991, pp. 19-20.
14. 1 2  Ikari 1991, pp. 301-306.
15. ↑  Ikari 1991, p. 297.
16. ↑  Ikari 1991, pp. 303-303.
17. ↑  Ikari 1991, p. 328.
18. ↑  Ikari 1991, p. 321.
19. ↑  Holmes 2019, p. 62.
20. ↑  Ikari 1991, pp. 315-316.
21. 1 2  Ikari 1991, p. 380.
22. ↑  Ikari 1991, p. 61.
23. ↑  (EN) Drifters: Battle in a Brand-New World War Season 1 Review, su Anime UK News, 12 ottobre 2018. URL consultato il 31 ottobre 2019.
24. ↑  (EN) Naoshi Kanno, su Behind The Voice Actors. URL consultato il 31 ottobre 2019.